# مصدر مفتوح

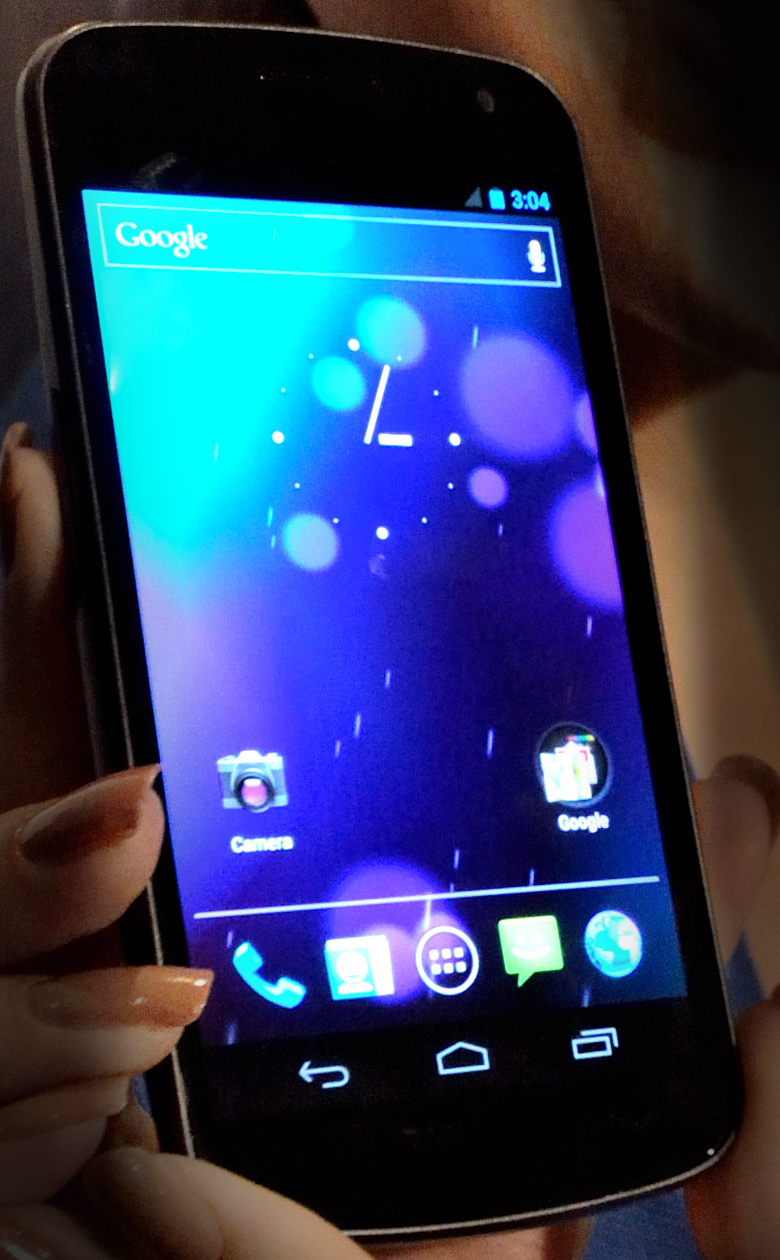
أندرويد أشهر نظام للهواتف المحمولة من الأنظمة ذات المصدر المفتوح

المصدر المفتوح هو مصطلح يعبر عن مجموعة من المبادئ التي تكفل الوصول إلى تصميم وإنتاج البضائع والمعرفة. يستخدم المصطلح عادة ليشير إلى شيفرات البرامج المتاحة دون قيود الملكية الفكرية. وهذا يتيح لمستخدمي البرمجيات الحرية الكاملة في الاطلاع على الشيفرة البرمجية للبرامج، وتعديلها أو إضافة مزايا جديدة لها ويمكن تحديثه بشكل مستمر عكس المصادر المغلقة.

## نشوء الفكرة
بدأت الفكرة بشكل غير مباشر في أوائل السبعينيات من (معامل بيل) في شركة (إيه تي أند تي) إذ ابتكر الباحثين ريتشي وكيرنان (لغة السي C). وفي ذات الوقت تقريباً، اُبتكر نظام التشغيل يونكس الذي خرج من تلك المعامل وقد اشترك في كتابته العالم ريتشي.
في ذاك الوقت كانت نظم التشغيل دائماً ما تكتب بلغة التجميع، والمعروف أن لغة التجميع تختلف تماماً من معالج لآخر. أي أن البرنامج أو نظام التشغيل المكتوب بلغة الآلة للمعالج بنتيوم 4 مثلاً لن يعمل على معالج (Power PC) ولا غيره. وبالتالي لم تكن أنظمة التشغيل ولا البرامج في ذلك الوقت تتطور بسرعة.
الأمر المثير الذي حدث وغيّر الأمور هو كتابة أجزاء كبيرة من نظام التشغيل يونكس بلغة السي C حيث انتشرت لغة السي بسرعة وأصبحت ذات شعبية كبيرة. إذ كُتبت مترجمات السي على العديد من الأجهزة. أدى انتشار مترجمات سي إلى سهولة نقل شيفرة المصدر لنظام يونكس إلى العديد من الأجهزة.
أي سهولة نقل شيفرة المصدر كانت أول خطوة لظهور الفكرة ولكن لم تكن واضحة. ولكن بالنسبة لريتشارد ستالمان كانت واضحة كفاية ليُشيد في أوائل الثمانينيات مؤسسة البرمجيات الحرة (fsf.Org) وقام بكتابة عدة أدوات مجانية من بينها مترجم سي الشهير جي سي سي (gcc) وأيضا محرر ايماكس (Emacs) ذو الشعبية الضخمة.
اشترك البعض مع ستالمان وقاموا معا بإنشاء مشروع جنو (gnu.Org) حيث قاموا بكتابة الكثير من الأدوات المجانية، كان الحلم الوحيد لستلمان هو إنشاء نظام تشغيل بالكامل حر (حر ومفتوح المصدر).
ويعد ستالمان المؤسس الفعلي لثورة البرمجيات مفتوحة المصدر والتي كانت تعرف باسم «البرمجيات الحرة».
في هذه الأثناء وبينما كانت أفكار ستالمان تبدو غريبة بعض الشيء وربما مجنونة! كان أستاذ علوم الحاسب الألماني تينينباوم قام مع تلاميذه بكتابة نواة ونظام تشغيل مينيكس. كان الهدف أن يطلع التلاميذ على كود مصدر لنظام تشغيل.
لم يحدث شيء هام بعد ذلك حتى سنة 1991 من فنلندا من جامعة هنلسكي، كان هناك طالب في سنته الأخيرة في علوم الحاسب يقضي عطله الأسبوعية في كتابة نواة نظام تشغيل محاكي لنظام يونكس إنه لينوس تورفالدس.
استخدم تورفالدس أدوات مؤسسة البرمجيات الحرة – فقد كان طالبا ولا يملك الكثير من المال - مما أجبره على جعل لينكس حرا. طرح لينوس نواته على مجموعة - أخبار (newsgroup) مستخدمي مينيكس. حيث كان تصميم لينكس أفضل كثيراً مما كان موجود من نظم تشغيل والأشهر يونكس.
جاءت نواة لينكس بتصميم متميز وفي وقت متميز للغاية، فتلقفه الجميع وأنشئ نظام التشغيل المعروف باسم جنو/لينكس.
انتشر جنو/لينكس وتطور جدا - وبفضل نشر شيفرة المصدر على الإنترنت ومشاركة الآلاف من الهواة والمطورين والطلبة أيضاً عبر الإنترنت في عملية اكتشاف الأخطاء وتصحيحها - بسرعة كبيرة أطاح بنظام يونكس وتربع على عرشه.
ظهر مصطلح (Open Source) الذي يترجم للمصدر المفتوح، في نهاية عقد التسعينيات من قبل إريك ريموند في محاولة منه لإيجاد مصطلح بديل عن مصطلح برمجيات حرة (free software) الذي كان يفهم خطأ على أنه برمجيات مجانية بسبب اللبس الحاصل في معاني كلمة Free في اللغة الإنجليزية، كما في لغات أخرى كثيرة توجد كلمتان منفصلتان للتعبير عن ما هو مجاني (gratis) وما هو حر (libre). إذ كان قطاع الأعمال يتخوف من العمل في لينكس والبرمجيات الحرة، لأن كلمة (Free) كانت تعني لهم المجانية، وبالتالي عدم وجود أرباح، ولكن مع المصطلح الجديد قل هذا اللبس.
حاليا، يستعمل مصطلح البرمجيات المفتوحة المصدر في الإعلام بشكل أساسي، للدلالة على البرمجيات الحرة. لكن خلال تطور مفهوم المصدر المفتوح، قام بروس بيرنز بتطوير تعريف للبرمجيات المفتوحة المصدر.
والمصادر الحرة قد تكون بثمن ولكنك إذا امتلكتها أصبحت لك مطلق الحرية في التصرف فيها حيث تضمن لك أربعة مستويات من الحرية فيها وهي:
1. حرية الاطلاع على شفرة البرنامج.
2. حرية التطوير والتعديل.
3. حرية الاستخدام في أي غرض.

حرية التوزيع بأي طريقة بينما البرامج المجانية لا تضمن لك سوى مستوى واحد أو مستويين من هذه الحريات حرية الاستخدام وأحياناً حرية التوزيع.

## عوائد استخدام المصادر الحرة
1- العائد المادي: المصادر الحرة ليست ضد الانتفاع المادي فهناك العديد من الشركات التي حققت ربحاً اعتماداً على العمل بالمصادر الحرة مثل شركة ريد هات الشهيرة وشركة آي بي إم، حيث إن فكرة المصادر الحرة هي الانتفاع المشترك وتقاسم المعرفة. ولعل النجاح الذي لاقاه متصفح  فايرفوكس يثبت أن طريقة المصادر الحرة ليست مجرد فكرة خيالية ولكنها تصلح أيضاً للإنتاج الجاد.
2- الاستفادة من خبرات الآخرين: فالمصادر الحرة تستطيع أن تعطي دفعة جديدة لشركات البرمجة، فبدلاً من إنشاء برامج من الصفر يمكن لأي شركة أن تبدأ من حيث انتهى الآخرون، ويمكنها أن تستفيد من خبرات مجتمع المصادر الحرة فتطور أداؤها وترفع جودة برامجها وخدماتها.
3- التركيز على الدعم الفني: يمكن تقديم المصادر الحرة مع الدعم الفني، فيمكن مثلاً أن تقوم بإنشاء إصدارة من نظام تشغيل لينكس (إصدارة عربية) وتعرضها مجاناً لمن أراد أن يستخدمها، وتقدم للشركات دعماً مقابل مبلغ يتفق عليه، كما يمكن أن تبيع إصدار لينكس هذا مع الدعم، ويمكنك أن تقوم بإنشاء عدة إصدارات من لينكس، فواحدة للأفراد وأخرى للشركات الصغيرة وثالثة للشركات الكبيرة، ورابعة للمؤسسات التعليمية وهكذا كل إصدار لهُ ما يميزهُ من برامج وخدمات.
4- البديل الأقل تكلفة: تستطيع الشركات إنشاء برامج تطبيقية لنظام لينكس أو لأي نظام آخر تكون بديلة لبرامج معروفة، فمثلاً تحتاج الشركات لمزود بريد إلكتروني، وهناك مزودات تجارية معروفة لكنها غالية الثمن، يمكن هنا للشركة أن تطور برنامجاً أقل سعراً وتبيعه مع عقد خدمات.
5- أسعار أقل: حيث تقوم شركات تصنيع وتجميع شركات الحاسب المحلية، في بيع حاسبات محملة بتشكيلة من البرمجيات الحرة بتكلفة أقل، كما أن معاهد التدريب التابعة للقطاع الخاص تستطيع الاستمرار في عملها دون دفع رسوم هائلة لشركات البرمجيات الأجنبية وبتكلفة تدريبية أقل.

## قوانين رخص المصادر الحرة
1. للمستخدم حرية استعمال البرنامج لأي غرض ومتى يشاء.
2. للمستخدم حرية تعديل البرنامج ليناسب احتياجاته.
3. إتاحة شفرة البرنامج للمستخدم.
4. للمستخدم حرية مشاركة البرنامج مع الآخرين مجاناً أو مقابل رسوم معينة.
5. للمستخدم حرية توزيع نسخ معدلة من البرنامج، بحيث يستفيد مجتمع المستخدمين من التعديلات.

لذا لا بد من معرفة رخصة وقانون الاستخدام لكل برنامج حتى تعرف حقوقك وواجباتك تجاه أعمال الآخرين.

## الانتحال العلمي
يعرف بأنه سرقة أفكار أو كتابات الآخرين ونسبها للذات دون ذكر المصادر، ويعد من أعمال النصب والاحتيال ويمكن حصر أنواع الانتحال العلمي بالآتي:
1. الاستنساخ: يتم فيه تقديم عمل الآخرين بكامله على أنه عمل للفرد.
2. النسخ: يتم فيه نسخ أجزاء كبيرة من مصدر محدد دون ذكر المصدر.
3. الاستبدال: يتم فيه نسخ قطعة نصية بعد تغيير بعض الكلمات الرئيسية مع الحفاظ على المعلومات الأساسية للمصدر وعدم الإشارة إليه.
4. المزج: مزج أجزاء من مصادر عديدة دون ذكرها.
5. التكرار: نسخ من كتابات الفرد السابقة دون ذكرها.
6. المزيج: دمج مقاطع نصية ذُكر مصدرها بشكل صحيح

لتقليل حدوث الانتحال العلمي:
- التخطيط الجيد للبحث: إذا كنت تنوي استخدام مصادر للمعلومات فإنك تحتاج إلى خطة لإدراجها في عملك.
- التلخيص الجيد: عليك أن تتأكد من تمييز أفكارك بوضوح عن المعلومة التي وجدتها في مكان آخر.
- عند الشك اذكر المصدر: إذا رغبت في إبراز أفكارك بحيث لا يظن الآخرون أنها أفكار غيرك ولكن اختلطت عليك  آراؤك بآراء أخرى أجريت تعديلات عليها فإن عليك أن تذكر المصدر دائماً.
- معرفة  أسلوب إعادة الصياغة: تعني إعادة صياغة أفكار الآخرين بأسلوبك الخاص.

## التعريف
من الممكن اختصار تعريف المصادر المفتوحة المصدر، بأنها البرمجيات التي تحقق الشروط التالية:
- حرية إعادة توزيع البرنامج.
- توفر النص المصدري للبرنامج، وحرية توزيع النص المصدري.
- حرية إنتاج برمجيات مشتقة أو معدلة من البرنامج الأصلي، وحرية توزيعها تحت نفس الترخيص للبرمجيات الأصلي.
- من الممكن أن يمنع الترخيص توزيع النص المصدري للنسخ المعدلة على شرط السماح بتوزيع ملفات التي تحتوي على التعديلات بجانب النص الأصلي.
- عدم وجود أي تمييز في الترخيص لأي مجموعة أو أشخاص.
- عدم وجود أي تحديد لمجالات استخدام البرنامج.
- الحقوق الموجودة في الترخيص يجب أن تعطى لكل من يُوَزَّع البرنامج إليه.

وهذه الميزات الأساسية لأي ترخيص من الممكن أن يطلق عليه ترخيص مفتوح المصدر.

## وصلات خارجية
- موقع مبادرة المصدر المفتوح
- موقع المصدر المفتوح كبديل - قاعدة بيانات بأشهر البرامج التجارية والبدائل الحرة لها.
- النادي العربي للمصادر المفتوحة - كل ما تريد أن تعرفة عن المصادر المفتوحة.
- البوابة العربية
- موقع شركة ريدهات